# 押立
押立（おしたて）は、東京都稲城市の大字。郵便番号は206-0811。

## 地理
押立は稲城市内の北東部に位置し、北側に多摩川が流れる。多摩川に沿って東西に長い区域を持ち、西側で東長沼、南から東側で矢野口、北側で多摩川河川敷を越えて府中市小柳町・押立町及び調布市上布田町とも隣接する。

### 警察
警察の管轄区域は以下の通りである。
| 番・番地等                                                           | 警察署         | 交番・駐在所 |
| -------------------------------------------------------------------- | -------------- | ------------ |
| 692番地（枝番で区分け）、905番地～1809番地（988番地は枝番で区分け）  | 多摩中央警察署 | 矢野口交番   |
| 345番地～886番地〔692番地（枝番で区分け）〕、988番地（枝番で区分け） | 多摩中央警察署 | 東長沼駐在所 |

## 歴史
- 1889年（明治22年）4月1日、町区域新設で押立を起立する。当初は町村制施行により成立した神奈川県北多摩郡多磨村（多摩川対岸の現・府中市押立町付近を中心とする）だったが、のちに南多摩郡稲城町に移管された。
- 1971年（昭和46年）11月1日、市制施行により稲城市となり、同市の大字として現在に至る。

（稲城市#歴史も参照）

## 世帯数と人口
2017年（平成29年）12月1日現在の世帯数と人口は以下の通りである。
| 大字 | 世帯数    | 人口    |
| ---- | --------- | ------- |
| 押立 | 2,069世帯 | 4,829人 |

## 小・中学校の学区
市立小・中学校に通う場合、学区は以下の通りとなる
| 番地 | 小学校                 | 中学校                 |
| ---- | ---------------------- | ---------------------- |
| 全域 | 稲城市立稲城第四小学校 | 稲城市立稲城第四中学校 |

## 交通

### 鉄道
- 地内に鉄道駅は設置されていないが、南方にJR南武線が横断しており、南東側には矢野口駅、南西側には稲城長沼駅がそれぞれ距離的に近い。なお口述のiバスを利用して各駅への移動も可能である。

### バス
- 稲城市コミュニティバス「iバス」の市内循環路線（Aコース・Bコース）と南多摩駅・よみうりランド路線（Dコース・Eコース）が、当町内にはいちょう並木通りを通過し、またD・Eコースは四中通りを経由する。行き先は南多摩駅・矢野口駅（共にJR南武線）や稲城駅（京王相模原線）方面へ各コースとも廻り、またD・Eコースは稲城長沼駅（JR南武線）や京王よみうりランド駅（京王相模原線）方面も廻る[7]。

### 道路
東京都道
- 9号川崎府中線（稲城大橋）　-　稲城押立西交差点から合流できる。北上し、多摩川を越えて府中市内で中央自動車道に接続する。

稲城市道
地内を通る市道名称として以下が存在する。
- いちょう並木通り　-　稲城押立西交差点で上の稲城大橋に接続する。
- アカシア通り
- 徒草橋通り
- 四小通り
- 四中通り
- 第四文化センター通り

## 施設
- 稲城市立稲城第四小学校　-　全域が通学区域である[9]。
- 稲城市立稲城第四中学校　-　全域が通学区域である[10]。
- 梨花幼稚園
- 多摩川緑地公園 - 敷地の一部が地内に属する。
- 稲城北緑地公園 - 敷地の一部が地内に属する。
- 押立児童公園
- 押立中関児童公園
- 天満天神社
- 島守神社